# Istituti Clinici di Perfezionamento
Gli Istituti Clinici di Perfezionamento (ICP) erano un'azienda ospedaliera pubblica, appartenente al sistema sanitario della regione Lombardia, di rilievo nazionale e di alta specializzazione, convenzionata con l'Università degli Studi di Milano e con l'Università degli Studi di Milano-Bicocca.

## Storia

### Istituzione
Gli Istituti clinici di perfezionamento vennero fondate da Luigi Mangiagalli nel 1905, specializzati nella ginecologia e nella cura delle malattie del lavoro, costituiti infatti dalla Clinica del lavoro e dalla Clinica ostetrico ginecologica.
Essi offrivano anche un servizio di specializzazione di livello universitario, alle quali vennero parificati nel 1909, e dunque rilasciavano ai medici un diploma di perfezionamento.
Vi si aggiunse nel 1915 la clinica pediatrica.
Vennero unificati dal 1921 al 1923 all'Università di Pavia, quando nel 1923 con la riforma Gentile vennero sottoposti, pur mantenendo la personalità giuridica, all'Università degli Studi di Milano.

### Regionalizzazione
Con il superamento del modello Bismarck e l'istituzione del Servizio Sanitario Nazionale a gestione regionale la Regione Lombardia inserì all'interno degli ICP anche l'Ospedale Città di Sesto San Giovanni, in precedenza gestito come sede sussidiaria della Ca' Granda e nel 1980, alla sua apertura, l'Ospedale Edoardo Bassini di Cinisello Balsamo.

### Riforma del Policlinico
Nel 2005 il Policlinico di Milano si costituisce come IRCCS e fondazione e mantiene sotto la propria ala l'Istituto Ostetrico Ginecologico Clinica Mangiagalli, la Clinica Pediatrica De Marchi, la Clinica del Lavoro Luigi Devoto e altre strutture storiche nel centro di Milano. Gli ICP restano un presidio prettamente locale per il Nord Milano mantenendo l'Ospedale dei Bambini Vittore Buzzi, il CTO e i presidi di Sesto e Cinisello Balsamo, oltre a vari ambulatori.

### Abolizione
A seguito della riforma sanitaria lombarda del 2015 dal 1º gennaio 2016 gli ICP sono aboliti gli ospedali nel comune di Milano vengono scorporati andando a formare l'ASST Gaetano Pini-CTO e, per l'Ospedale Buzzi, unendosi all'ASST Fatebenefratelli Sacco mentre gli ospedali Bassini di Cinisello Balsamo e Città di Sesto San Giovanni vanno a costituire l'ASST Nord Milano, che copre anche i servizi sociosanitari dei comuni di Bresso, Cinisello Balsamo, Cologno Monzese, Cormano, Cusano Milanino e Sesto San Giovanni.